# 荆州长江公铁大桥
荆州长江公铁大桥，又称“公安长江大桥”，是位于中国湖北省荆州市的一座公路铁路两用斜拉桥，跨越长江，连接北岸的江陵县马家寨乡和南岸的公安县杨家厂镇，是长江干流上的第7座公路铁路两用桥，也是中国第一座跨越长江的重载铁路桥梁，全长6,317.672米，其中公铁合建段长2,015.9米，铁路分建段长4,301.922米，主桥为双塔双索面多跨连续非对称钢桁梁斜拉桥，主跨518米，为世界上主跨最长的重载铁路钢桁梁斜拉桥。大桥为双层桥面，桥面宽24.5米，上层为规划的沙市至公安高速公路，下层为浩吉铁路荆州－岳阳段双线电气化铁路。大桥由中铁大桥勘测设计院集团有限公司勘测设计，中铁大桥局集团有限公司承建施工，总投资18亿元人民币，于2012年12月6日开工，设计工期为60个月，大桥于2015年12月全线合龙，2017年1月主体工程全部完工，公路桥部分于2019年2月3日通车。

## 设计
主桥采用（98+182+518+182+98）米钢桁梁斜拉桥，全长1,080米；主河槽内边滩采用4×94.5米连续钢桁梁；北岸陆地铁路引桥采用31孔32米简支T梁，其中合建段9孔；南岸南五洲滩地引桥采用78孔32米简支T梁，其中合建段8孔；跨南岸第二道子堤铁路采用（45+70+70+45）米预应力混凝土连续箱梁；跨南干堤铁路采用（50+80+50）米预应力混凝土连续箱梁；南岸陆地铁路引桥采用27孔32米简支T梁；合建段引桥公路采用32米连续组合箱梁。
大桥4号墩主塔采用H形桥塔，钢筋混凝土结构，塔柱高182.5米。

### 桥名铭牌
大桥桥名铭牌共有8个汉字：“荆州长江公铁大桥”，字高3米，总长度20米，选用“毛泽东字体”，采用进口反光涂料书写，底壳为机械加工成型的工业不锈钢板材，以80不锈钢膨胀螺丝固定于主塔柱的上横梁正面，位于公路桥面以上74米，铭牌于2017年1月11日安装完成。

### 主要技术指标
- 铁路：[5][1]
  - 铁路等级：Ⅰ级
  - 正线数目：双线（公铁合建段按一次双线设计，单建铁路段按单线设计）
  - 限制坡度：6‰
  - 牵引种类：电力
  - 设计速度：120公里/小时
  - 桥梁设计活载：暂按“中-活载”（质量5,000吨）
  - 建筑限界：执行电气化铁路国家标准限界“建限-1”及“桥限-2”
  - 线间距：4.2米
- 公路：[5]
  - 公路等级：一级，双向四车道
  - 设计速度：80公里/小时
  - 公路纵坡：最大纵坡5%
  - 行车道宽度：2×（2×3.75）米
  - 设计活载：公路-Ⅰ级

## 建设进程
- 2012年12月6日，大桥开工建设[8]。
- 2013年3月11日，大桥建设进入水上基础施工阶段[8]。
- 2013年10月13日，大桥4号主塔墩钻孔桩建成[9]。
- 2013年11月7日，大桥3号主墩钢箱围堰吊装就位。该围堰采用椭圆形双壁有底模钢吊箱，尺寸为68.2×40×18米，厚2米，重5,547吨，是长江上在建项目中最大的吊箱围堰[10]。
- 2014年3月24日，大桥4号主塔墩开始浇筑第一节塔柱混凝土，标志着大桥进入主塔柱施工阶段[6]。
- 2014年6月16日，大桥3号主塔墩下横梁浇灌完成。该横梁为预应力混凝土结构，采用双室空心矩形截面，截面尺寸高7米，宽10米，采用支架法施工，混凝土方量为2,676立方米[11]。
- 2015年10月21日，大桥主跨斜拉桥钢桁梁架设累计完成58个节间，斜拉索挂设累计完成88根，已完成工程总量的75%。
- 2016年3月17日，大桥开始桥面铺设工程。